# Kotangan
Kotangan is een bestuurslaag in het regentschap Deli Serdang van de provincie Noord-Sumatra, Indonesië. Kotangan telt 1111 inwoners (volkstelling 2010).